# Leiocephalus
Leiocephalus — єдиний рід у родині Leiocephalidae. Ендемік Вест-Індії. Однією з визначальних особливостей цих ящірок є те, що їхній хвіст часто скручується. Раніше їх вважали членами підродини Leiocephalinae у родині Tropiduridae. Наразі відомо 29 видів, усі входять до роду Leiocephalus.

## Розповсюдження
Leiocephalus є рідними для Вест-Індії, а сучасні види живуть на Багамах, Теркс і Кайкос, Кайманових островах, Кубі, Еспаньйолі (Гаїті та Домініканська Республіка) і прилеглих невеликих островах. Крім того, Leiocephalus carinatus і Leiocephalus schreibersii були завезені до Флориди.
Leiocephalus раніше мали значно ширший ареал, поширюючись на південь до Ямайки та на схід до Пуерто-Рико та кількох Малих Антильських островів. Вони вимерли на більшій частині цього ареалу під час четвертинного вимирання (декотрі, такі як ямайський таксон L. jamaicensis, вимерли під час пізнього плейстоцену, задовго до прибуття перших індіанців у цей район), але деякі представники радіації Малих Антильських островів збереглися до пізніших часів, можливо, залишаючись широко поширеними до європейської колонізації. Останні вцілілі представники радіації Малих Антильських островів, L. herminieri з Гваделупи та L. roquetus з Мартініки, вимерли на початку-середині 19 століття.

## Загальна анатомія
Розмір Leiocephalus залежить від виду, але зазвичай вони мають довжину від морди до живота приблизно 9 см. Ці ящірки не мають стегнових пір, крилоподібних і піднебінних зубів. Крім того, спостерігають, що луски цих ящірок перекриваються.

## Поведінка
Leiocephalus здебільшого харчуються членистоногими, наприклад комахами, але також зазвичай їдять квіти та фрукти. Великі особини їдять дрібних хребетних, у тому числі анолісів.
Більшість видів цієї родини часто піднімають хвіст і скручують його. Це робиться як за наявності потенційного хижака, так і за його відсутності, хоча у деяких видів Leiocephalus це збільшується за наявності хижака. Це привертає увагу до хвоста, що збільшує шанси ящірки на втечу. Хоча було припущено, що він також функціонує як територіальний показ, дослідження не змогли знайти підтвердження цьому, оскільки завивання хвоста не змінюється, коли присутній інший представник того самого виду.

## Види
1. Leiocephalus barahonensis
2. Leiocephalus carinatus
3. Leiocephalus cubensis
4. Leiocephalus endomychus
5. †Leiocephalus eremitus
6. Leiocephalus greenwayi
7. †Leiocephalus herminieri
8. Leiocephalus inaguae
9. Leiocephalus loxogrammus
10. Leiocephalus lunatus
11. Leiocephalus macropus
12. Leiocephalus melanochlorus
13. Leiocephalus onaneyi
14. Leiocephalus personatus
15. Leiocephalus pratensis
16. Leiocephalus psammodromus
17. Leiocephalus punctatus
18. Leiocephalus raviceps
19. Leiocephalus rhutidira
20. †Leiocephalus roquetus
21. Leiocephalus schreibersii
22. Leiocephalus semilineatus
23. Leiocephalus sixtoi
24. Leiocephalus stictigaster
25. Leiocephalus varius
26. Leiocephalus vinculum

викопні:
1. Leiocephalus cuneus
2. Leiocephalus etheridgei
3. Leiocephalus jamaicensis
4. Leiocephalus partitus